# Anopheles stephensi
Anopheles stephensi es una especie de mosquito, de la familia Culicidae.

## Distribución
Esta especie de mosquito se distribuye por Afganistán, Baréin, Bangladés, China, Egipto, India, Irán, Irak, Birmania (Birmania), Nepal, Omán, Pakistán, Arabia Saudita y Tailandia.

## Ciclo vital
Este mosquito habita en las zonas urbanas, deposita las larvas en una amplia variedad de recipientes artificiales, pozos, cisternas, cubas y fuentes. En la naturaleza se encuentran en los posones de los arroyos, márgenes de arroyos, filtraciones, canales de riego y los manantiales. Las hembras pican al hombre con avidez (Puri, en Boyd 1949).

## Importancia médica
Es considerado un vector primario de la malaria (Christopher, 1933).